# Ippodromo La Maura
L'ippodromo Snai La Maura è un ippodromo situato nella città di Milano, dedicato alla specialità del trotto e spesso utilizzato come sede per concerti.

## Storia
Nato inizialmente come una delle piste di allenamento dei vicini ippodromi di San Siro, l'attuale impianto è stato inaugurato il 9 maggio 2015 andando a sostituire il vecchio ippodromo del trotto.
Il nome deriva dalla pista di allenamento sulla quale è stato costruito l'ippodromo.